# Bernard Thurnheer
Bernard «Beni» Thurnheer (* 11. Juli 1949 in Winterthur) ist ein Schweizer Sportreporter, TV-Moderator, Showmaster und Autor.

## Leben und Karriere
Thurnheers Vater stammt aus dem Thurgau, seine Mutter aus der Waadt. Er studierte Rechtswissenschaft an der Universität Zürich und schloss 1973 mit dem Lizenziat ab (magna cum laude). Im selben Jahr wurde er unter 1600 Mitbewerbern an einem Nachwuchswettbewerb für Sportreporter von Radio und Fernsehen DRS entdeckt und angestellt. Nachdem er zunächst vor allem als Radiomoderator gearbeitet hatte, trat er 1975 erstmals im Fernsehen auf, als Präsentator der Sendung Sportkalender. Mit der Zeit übernahm er die Präsentation fast aller Sportsendungen des Schweizer Fernsehens wie Sport am Wochenende, Sportpanorama und Sport aktuell. Als Live-Kommentator spezialisierte er sich auf Fussball und Eishockey. Von 1980 bis 1991 moderierte er die Quizsendung Tell-Star, von 1992 bis 2012 die Unterhaltungssendung Benissimo. Am 15. Oktober 2022 fand eine einmalige Sendung zum 30-jährigen Jubiläum statt. Er wurde viermal mit dem Prix Walo ausgezeichnet. 2002 debütierte er als Buchautor mit Reden ist immerhin Silber, einer Sammlung kurzer Geschichten und Anekdoten aus seinem Berufs- und Privatleben. 2011 lief die extra für Bernard Thurnheer konzipierte TV-Castingshow Einer wie Beni Thurnheer. Thurnheer war Namensgeber und Jurymitglied der Sendung, die dem Schweizer Sportfernsehen (SSF) half, ein Nachwuchstalent als Sportkommentator zu verpflichten und aufzubauen.
Als wortgewandter Moderator und Kommentator mit ungebremstem Redefluss wird Thurnheer auch als «Schnurri der Nation» betitelt, sowie mit dem bei besonders bekannten, verdienten oder beliebten Schweizern üblichen Zusatz «national» bezeichnet: «Beni national». In seinen Live-Kommentaren hat er sich besonders durch sein akribisches Faktenwissen und seine originellen Gedanken- und Wortspiele profiliert. Drei Beispiele:
- «In einer Herde von schwarzen Schafen ist das weisse Schaf das schwarze Schaf.» (in Anspielung auf den einzigen weissen Fussballspieler von Trinidad & Tobago)
- «Jetzt muss ein Arzt her, da genügt ein Handarbeitslehrer nicht mehr!» (nach der Kopfverletzung des Schweizers Senderos an der WM 2006)[2]
- «Der Rasen sieht alt und gebraucht aus, irgendwie erinnert er mich an die Kleider der Kelly Family.»[3]

2018 spielte Thurnheer in einer Musical-Produktion über das Café Odeon mit. Darin hat Thurnheer zwei separate Rap-Solos.
Thurnheer war von 2004 bis 2018 Mitglied im Stiftungsrat der Stiftung Kinderdorf Pestalozzi. Seit 2021 ist er Botschafter der Krebsliga. Er wohnt in Seuzach und spricht fliessend Deutsch, Französisch, Italienisch und Englisch. Aus seiner ersten Ehe hat er zwei Söhne, Thomas und Peter. 2018 heiratete er Kathrin Hildebrand.

## Bücher
- Reden ist immerhin Silber. Zytglogge, Gümligen 2002, ISBN 3-7296-0629-8.
- Wie soll ich wissen, was ich denke, bevor ich höre, was ich sage. Zytglogge, Gümligen 2003, ISBN 3-7296-0666-2.
- Mitreden über Fussball. Zytglogge, Oberhofen 2005, ISBN 3-7296-0699-9.
- Mitreden über die Nationalmannschaft. Zytglogge, Oberhofen 2008, ISBN 978-3-7296-0769-9.
- Hauptsache es flimmert. Ein Leben mit dem Fernsehen. Giger 2017, ISBN 978-3-906872-08-7.
- In 80 Stationen um die Welt. Mein ganz persönlicher Reiseführer. Giger 2019, ISBN 978-3-907210-06-2.
- Der Sportreporter und die Philosophen. Weber, Thun/Gwatt 2022, ISBN 978-3-03818-427-0.